# Natalia Reyes
Natalia Reyes Gaitán (Bogotá, 1987. február 6. –) kolumbiai színésznő.
Főszerepet játszott a Terminátor: Sötét végzet című 2019-es sci-fi akciófilmben. Ezt megelőzően Latin-Amerikában Az átkelés madarai (2018) című bűnügyi filmben játszott szerepéről és a Sony Pictures Television Lady, la vendedora de rosas című sorozatával vált ismertté.
Szülőhazájában más televíziós műsorokból is ismert, mint például az Isa TK+, a Dulce amor és a Cumbia Ninja epizódjaiból.

## Magánélete
2009-ben találkozott Juan Pedro San Segundóval Cartagenában, amikor Juan akkoriban egy zenei fesztivál szervezője volt. 2016-ban házasodtak össze. 2021 májusában jelentette be, hogy első gyermeküket várják.

## Filmográfia

### Film
| Év   | Magyar cím               | Eredeti cím            | Szerep                | Magyar hang   |
| ---- | ------------------------ | ---------------------- | --------------------- | ------------- |
| 2018 |                          | Pickpockets            | Juana                 |               |
| 2018 | Az átkelés madarai       | Birds of Passage       | Zaida                 |               |
| 2019 | Versenyfutás az ördöggel | Running with the Devil | A nő                  |               |
| 2019 | Terminátor: Sötét végzet | Terminator: Dark Fate  | Daniella "Dani" Ramos | Csuha Borbála |
| 2024 |                          | Tomorrow Before After  | nő                    |               |
| 2025 | Árnyékosztag             | Shadow Force           | Moriti                |               |

### Televízió
| Év        | Cím                              | Szerep             | Megjegyzések                      |
| --------- | -------------------------------- | ------------------ | --------------------------------- |
| 2006      | Las profesionales, a su servicio | Sharon Janeth Sasá |                                   |
| 2008      | Muñoz vale por 2                 | Vanessa Muñoz      | 45 epizód                         |
| 2009      | Bermúdez                         | Marcela Delgado    |                                   |
| 2009      | Pandillas guerra y paz           | María Fernanda     |                                   |
| 2009–2010 | Isa TK+                          | Fabiana Medina     |                                   |
| 2013      | A mano limpia                    | Ana Lucía Giraldo  |                                   |
| 2013–2015 | Cumbia Ninja                     | Jéssica            | 45 epizód                         |
| 2014      | A Toledo család                  | Florencia Guerrero | magyar hangja: Bogdányi Titanilla |
| 2015      | Lady, la vendedora de rosas      | Lady Tabares       | 103 epizód                        |
| 2016-2017 | 2091                             | Roda               | 12 epizód                         |